# Tombe de Baha’al-Halim
Le tombe de Baha’al-Halim  est un mausolée en ruine situé à Uch, dans le Pendjab, au Pakistan. 
Il fut construit en l’honneur du saint Baha’al-Halim.